# 阿卜杜拉·阿迪勒
阿布·穆罕默德·阿卜杜拉·阿迪勒（阿拉伯语：‎；？—1227年10月4日，“阿迪勒”意为“正义者”），穆瓦希德王朝哈里发，1224年至1227年在位。
阿卜杜拉本是安达卢斯地区的总督，阿卜杜勒-瓦希德·马赫卢即位后被安达卢斯本地王公推举为哈里发，最终实现篡位。然而这一严重内乱导致穆瓦希德王朝陷入衰败。

## 生平
阿卜杜拉的父亲是哈里发雅各布·曼苏尔。他最初担任安达卢斯地区的总督。1224年，优素福·穆斯坦西尔年少离世，无嗣，大臣伊本·贾米推举年迈的王族阿卜杜勒-瓦希德·马赫卢即位。然而，安达卢斯地区的王公担忧阿卜杜勒-瓦希德可能废止其特权，于是推举阿卜杜拉为哈里发，号称“正义者”（al-Adil）。阿卜杜拉和另一位反叛的大臣伊本·尤詹以及部分部落领袖合作，进军马拉喀什，在1224年9月将阿卜杜勒-瓦希德罢黜并杀害，阿卜杜拉·阿迪勒得以即位。
阿卜杜拉治下的帝国继续处于混乱之中，尽管安达卢斯的局势仍然可以控制，多位不满于阿卜杜拉统治的总督遭到罢免，包括巴伦西亚总督阿布·扎伊德，哈恩总督阿卜杜拉·拜亚西，以及阿布·达布斯。哈恩总督阿卜杜拉·拜亚西率追随者在拜萨山区扎营，号召反对阿卜杜拉·阿迪勒的统治。北非的马斯穆达部落则极度不满，认为不应由伊比利亚的王族破坏北非地区的统治传统，拒绝承认阿卜杜拉·阿迪勒的权威。他们很快宣布效忠穆罕默德·纳西尔的子嗣叶海亚。于是，阿卜杜拉·阿迪勒决定率军渡过直布罗陀海峡，以打击马斯穆达诸部落。
在临行前，阿卜杜拉试图打击拜萨山区阿卜杜拉·拜亚西的叛军，遭到失败。其军事才能因此遭到怀疑，令叛军声势更加强大。于是，阿卜杜拉决定忽略拜萨的叛军，径直率军前往马拉喀什。阿卜杜拉·拜亚西则和卡斯蒂利亚的費爾南多三世结盟，费尔南多将一支卡斯蒂利亚大军借给他指挥。1225年，阿卜杜拉·拜亚西率大军攻占哈恩、格拉纳达和科尔多瓦。莱昂和葡萄牙军队趁势出击，莱昂军队占领了卡塞雷斯，葡萄牙军队则在1225年末逼近塞维利亚边境。
葡萄牙军队在塞维利亚城外大肆抢掠，而懦弱的阿卜杜拉·阿迪勒的军队已经开往非洲，难以应付。塞维利亚市民自发组成军队和葡萄牙人作战，然而显然难以匹敌，上千名塞维利亚市民丧命，堪称屠杀，甚至有文献声称是20,000人丧命。另一边的阿卜杜拉·拜亚西也遭遇厄运，他因支持卡斯蒂利亚军队而被科尔多瓦的叛军杀死。
1227年10月4日，阿卜杜拉·阿迪勒在宫殿浴池中溺亡，马斯穆达部推举的叶海亚即位。